# Військово-морські сили Бразилії

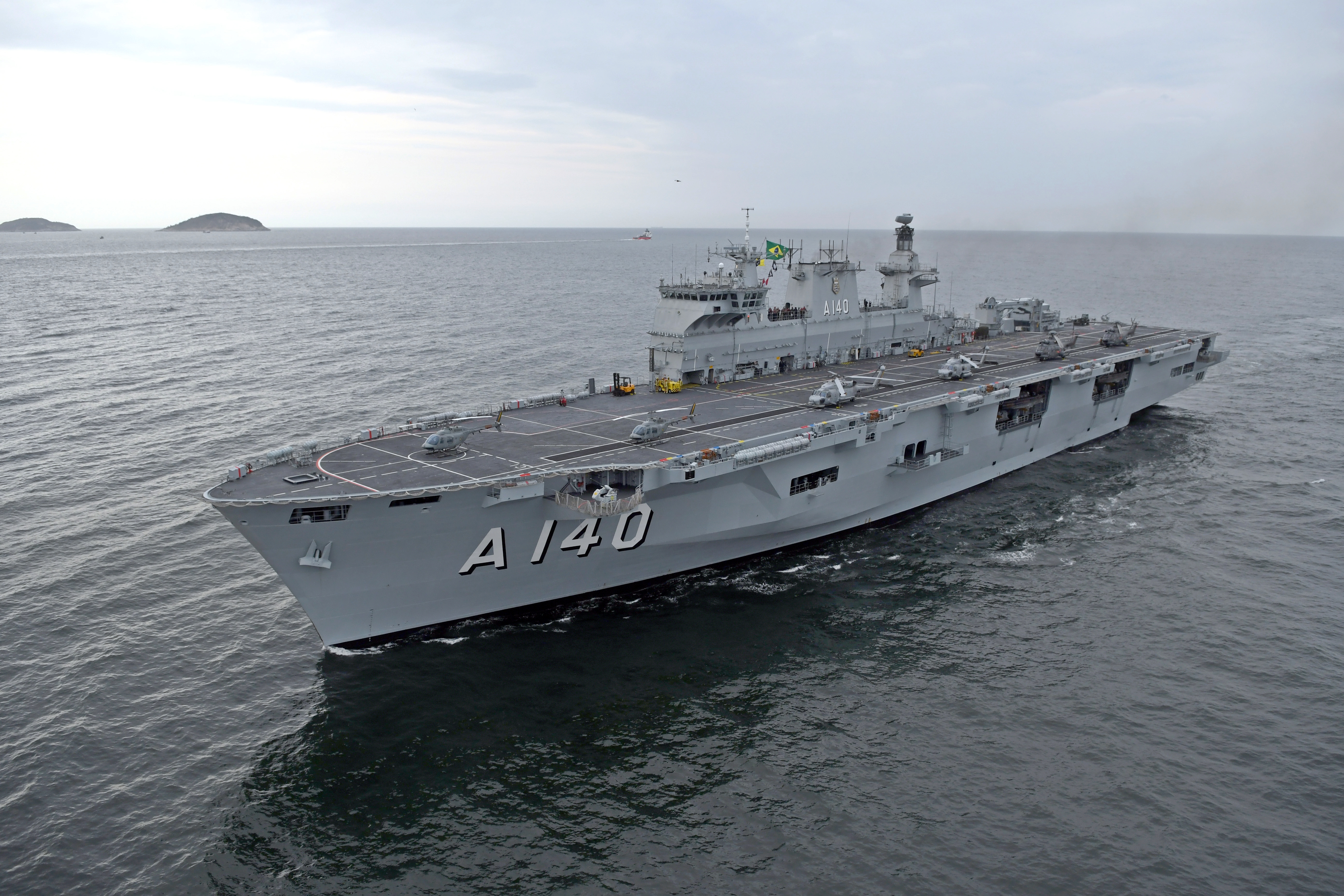
PHM Atlântico

Військово-морські сили Бразилії (порт. Marinha do Brasil) — один з видів збройних сил Федеративної Республіки Бразилія. В основному включають в себе військово-морський флот, морську піхоту, морську авіацію, частини та підрозділи спеціального призначення.

## Організація
Управління усіма силами, за винятком морської піхоти, здійснюється через Оперативне командування ВМС (порт. Comando de Operações Navais) зі штабом у столиці країни.

### Морська авіація
Зведена до Командування авіації флоту (порт. Comando da Força Aeronaval) зі штабом на авіабазі Сан-Педро (Ріо-де-Жанейро), підпорядкованого Оперативному командуванню ВМС.
Основною ударною силою є ескадрилья (20 машин) палубних штурмовиків Skyhawk A-4MB (бразильське позначення AF-1), закуплених у Кувейту (колишні A-4KU). Вони призначені для дій з авіаносця «Сан-Паулу» (колишній французький Фош). Є також 3 машини у навчально-тренувальному варіанті.
Додатково, 12 двомісних машин з 2009 року перебувають у процесі модернізації компанією Embraer.
Підготовка льотчиків проводилась у 1998–2001 роках за допомогою приватного підрядника у США (Kay & Associates, авіабаза Меридіан). Палубна кваліфікація пройшла на авіаносці «Мінас-Жерайс» у січні 2001 року (за участі американських інструкторів).
Решта сил складаються з вертольотів різних класів.
Морська авіація базується на майданчиках:
- Сан-Педру (порт. Base Aérea Naval de São Pedro da Aldeia), штат Ріо-де-Жанейро
- Ладаріу (порт. Base Fluvial de Ladário), штат Мату-Гросу-ду-Сул, на території ВМБ

Окрім того, морська авіація використовує авіабазу в Манаусі (порт. Base Aérea de Manaus) та аеродром на острові Терраплено де Лесте (порт. Ilha do Terrapleno de Leste)

## Бойовий склад

### Військово-морський флот
| Тип                                                | Номер вимпелу | Найменування                                      | У складі флоту           | Стан             | Примітки |  |
| Фрегати                                            | Фрегати       | Фрегати                                           | Фрегати                  | Фрегати          | Фрегати |  |
| -------------------------------------------------- | ------------- | ------------------------------------------------- | ------------------------ | ---------------- | --- |  |
| фрегат типу «Нітерой»                              | F41           | «Дефенсора» «Defensora»                           | з 3 березня 1977 року    | у строю          | побудований у Великій Британії на корабельні Vosper Thornycroft                                              |  |
| фрегат типу «Нітерой»                              | F42           | «Конштітуісан» «Constituição»                     | з 31 березня 1978 року   | у строю          | побудований у Великій Британії на корабельні Vosper Thornycroft                                              |  |
| фрегат типу «Нітерой»                              | F43           | «Ліберал» «Liberal»                               | з 18 листопада 1978 року | у строю          | побудований у Великій Британії на корабельні Vosper Thornycroft                                              |  |
| фрегат типу «Нітерой»                              | F44           | «Індепенденсія» «Independência»                   | з 3 вересня 1979 року    | у строю          | побудований у Бразилії за участю британських спеціалістів на корабельні Arsenal de Marinha do Rio de Janeiro |  |
| фрегат типу «Нітерой»                              | F45           | «Уньяу» «União»                                   | з 14 березня 1975 року   | у строю          | побудований у Бразилії за участю британських спеціалістів на корабельні Arsenal de Marinha do Rio de Janeiro |  |
| фрегат типу 22                                     | F46           | «Ґрінхол» «Greenhalgh»                            | з 30 червня 1995 року    | у строю          | колишній HMS «Broadsword» (F88)                                                                              |  |
| фрегат типу 22                                     | F49           | «Радемейкер» «Rademaker»                          | з 30 квітня 1997 року    | у строю          | колишній HMS «Battleaxe» (F89)                                                                               |  |
| Корвети                                            |               |                                                   |                          |                  | |  |
| корвет типу «Імперіал Марінейро»                   | V19           | «Кабокло» «Caboclo»                               | з 16 липня 1955 року     | у строю          | побудований у Нідерландах                                                                                    |  |
| корвет типу «Іньяума»                              | V32           | «Жуліу де Норонья» «Júlio de Noronha»             | з 27 жовтня 1992 року    | у строю          | побудований у Бразилії на корабельні BrasFELS                                                                |  |
| корвет типу «Баррозу»                              | V34           | «Баррозу» «Barroso»                               | з 19 серпня 2008 року    | у строю          | побудований у Бразилії на корабельні Arsenal de Marinha do Rio de Janeiro                                    |  |
| Підводні човни                                     |               |                                                   |                          |                  | |  |
| підводний човен типу 209/1400                      | S30           | «Тупі» «Tupi»                                     | з 6 травня 1989 року     | у строю          | побудований у Німеччині на корабельні Howaldtswerke-Deutsche Werft                                           |  |
| підводний човен типу 209/1400                      | S31           | «Тамойо» «Tamoio»                                 | з 12 грудня 1994 року    | у строю          | побудований у Бразилії за участю німецьких спеціалістів на корабельні Arsenal de Marinha do Rio de Janeiro   |  |
| підводний човен типу 209/1400                      | S32           | «Тімбіра» «Timbira»                               | з 27 грудня 1996 року    | у строю          | побудований у Бразилії за участю німецьких спеціалістів на корабельні Arsenal de Marinha do Rio de Janeiro   |  |
| підводний човен типу 209/1400                      | S33           | «Тапажо́» «Tapajó»                                 | з 21 грудня 1999 року    | у строю          | побудований у Бразилії за участю німецьких спеціалістів на корабельні Arsenal de Marinha do Rio de Janeiro   |  |
| підводний човен типу 209/1400mod                   | S34           | «Тікуна» «Tikuna»                                 | з 16 грудня 2005 року    | у строю          | побудований у Бразилії за участю німецьких спеціалістів на корабельні Arsenal de Marinha do Rio de Janeiro   |  |
| підводний човен типу «Скорпен»                     | S40           | «Ріачуело» «Riachuelo»                            | немає даних              | на випробовуннях | побудований у Бразилії за участю французьких спеціалістів на корабельні Itaguaí Construções Navais           |  |
| Десантні кораблі                                   |               |                                                   |                          |                  | |  |
| десантний вертольотоносець типу «Оушн»             | A140          | «Атлантіко» «Atlântico»                           | з 29 червня 2018 року    | у строю          | колишній HMS «Ocean» (L12)                                                                                   |  |
| транспортнодесантний корабель типу «Раунд Тейбл»   | G25           | «Алміранте Сабоя» «Almirante Saboia»              | немає даних              | у строю          | колишній RFA «Sir Bedivere» (L3004)                                                                          |  |
| танкодесантний корабель типу «Ньюпорт»             | G28           | «Маттозо Мая» «Mattoso Maia»                      | немає даних              | у строю          | колишній USS «Cayuga» (LST-1186)                                                                             |  |
| десантний корабель-док типу «Фудр»                 | G40           | «Бая» «Bahia»                                     | немає даних              | у строю          | колишній «Сіроко» (L9012)                                                                                    |  |
| десантний катер типу CDIC                          | L20           | «Марамбая» «Marambaia»                            | з 17 грудня 2015 року    | у строю          | колишній «Hallebarde» (L9062)                                                                                |  |
| Патрульні кораблі                                  |               |                                                   |                          |                  | |  |
| патрульний корабель типу «Піратіні»                | P10           | «Піратіні» «Piratini»                             | немає даних              | у строю          | побудований у Бразилії на корабельні Arsenal de Marinha do Rio de Janeiro                                    |  |
| патрульний корабель типу «Піратіні»                | P11           | «Піража» «Pirajá»                                 | немає даних              | у строю          | побудований у Бразилії на корабельні Arsenal de Marinha do Rio de Janeiro                                    |  |
| патрульний корабель типу «Піратіні»                | P12           | «Пампейру» «Pampeiro»                             | немає даних              | у строю          | побудований у Бразилії на корабельні Arsenal de Marinha do Rio de Janeiro                                    |  |
| патрульний корабель типу «Піратіні»                | P14           | «Пенеду» «Penedo»                                 | немає даних              | у строю          | побудований у Бразилії на корабельні Arsenal de Marinha do Rio de Janeiro                                    |  |
| патрульний корабель типу «Піратіні»                | P15           | «Поті» «Poti»                                     | немає даних              | у строю          | побудований у Бразилії на корабельні Arsenal de Marinha do Rio de Janeiro                                    |  |
| річковий патрульний корабель типу «Педру Тейшейра» | P20           | «Педру Тейшейра» «Pedro Teixeira»                 | немає даних              | у строю          | побудований у Бразилії на корабельні Arsenal de Marinha do Rio de Janeiro                                    |  |
| річковий патрульний корабель типу «Педру Тейшейра» | P21           | «Рапозу Таварес» «Raposo Tavares»                 | немає даних              | у строю          | побудований у Бразилії на корабельні Arsenal de Marinha do Rio de Janeiro                                    |  |
| річковий патрульний корабель типу «Рорайма»        | P30           | «Рорайма» «Roraima»                               | немає даних              | у строю          | побудований у Бразилії на корабельні MacLaren Estaleiros e Serviços Marítimos                                |  |
| річковий патрульний корабель типу «Рорайма»        | P31           | «Рондонья» «Rondônia»                             | немає даних              | у строю          | побудований у Бразилії на корабельні MacLaren Estaleiros e Serviços Marítimos                                |  |
| річковий патрульний корабель типу «Рорайма»        | P32           | «Амапа» Amapá                                     | немає даних              | у строю          | побудований у Бразилії на корабельні MacLaren Estaleiros e Serviços Marítimos                                |  |
| патрульний корабель типу «Ґражау»                  | P40           | «Grajaú»                                          | немає даних              | у строю          | |  |
| патрульний корабель типу «Ґражау»                  | P41           | «Guaíba»                                          | немає даних              | у строю          | |  |
| патрульний корабель типу «Ґражау»                  | P42           | «Graúna»                                          | немає даних              | у строю          | |  |
| патрульний корабель типу «Ґражау»                  | P43           | «Goiana»                                          | немає даних              | у строю          | |  |
| патрульний корабель типу «Ґражау»                  | P44           | «Guajará»                                         | немає даних              | у строю          | |  |
| патрульний корабель типу «Ґражау»                  | P45           | «Guaporé»                                         | немає даних              | у строю          | |  |
| патрульний корабель типу «Ґражау»                  | P46           | «Gurupá»                                          | немає даних              | у строю          | |  |
| патрульний корабель типу «Ґражау»                  | P47           | «Gurupi»                                          | немає даних              | у строю          | |  |
| патрульний корабель типу «Ґражау»                  | P48           | «Guanabara»                                       | немає даних              | у строю          | |  |
| патрульний корабель типу «Ґражау»                  | P49           | «Guarujá»                                         | немає даних              | у строю          | |  |
| патрульний корабель типу «Ґражау»                  | P50           | «Guaratuba»                                       | немає даних              | у строю          | |  |
| патрульний корабель типу «Ґражау»                  | P51           | «Gravataí»                                        | немає даних              | у строю          | |  |
|                                                    | P60           |                                                   | немає даних              | у строю          | |  |
|                                                    | P61           |                                                   | немає даних              | у строю          | |  |
|                                                    | P62           |                                                   | немає даних              | у строю          | |  |
|                                                    | P63           |                                                   | немає даних              | у строю          | |  |
|                                                    | P70           |                                                   | немає даних              | у строю          | |  |
|                                                    | P71           |                                                   | немає даних              | у строю          | |  |
|                                                    | P120          |                                                   | немає даних              | у строю          | |  |
|                                                    | P121          |                                                   | немає даних              | у строю          | |  |
|                                                    | P122          |                                                   | немає даних              | у строю          | |  |
| Мінні тральщики                                    |               |                                                   |                          |                  | |  |
| мінний тральщик типу «Арату»                       | М15           | «Aratu»                                           |                          | у строю          | |  |
| мінний тральщик типу «Арату»                       | М17           | «Atalaia»                                         |                          | у строю          | |  |
| мінний тральщик типу «Арату»                       | М18           | «Araçatuba»                                       |                          | у строю          | |  |
| мінний тральщик типу «Арату»                       | М20           | «Albardão»                                        |                          | у строю          | |  |
| Допоміжні кораблі                                  |               |                                                   |                          |                  | |  |
|                                                    | G15           | «Paraguassu»                                      | немає даних              | у строю          | |  |
|                                                    | G16           | «Almirante Leverger»                              | немає даних              | у строю          | |  |
|                                                    | G17           | «Potengi»                                         | немає даних              | у строю          | |  |
| танкер                                             | G23           | «Алмиранте Ґастео Мотта» «Almirante Gastão Motta» | немає даних              | у строю          | |  |
|                                                    | G150          | «Mearim»                                          | немає даних              | у строю          | |  |
|                                                    | G151          | «Iguatemi»                                        | немає даних              | у строю          | |  |
|                                                    | G152          | «Purus»                                           | немає даних              | у строю          | |  |
|                                                    | H11           | «Aspirante Moura»                                 | немає даних              | у строю          | |  |
|                                                    | H21           | «Sirius»                                          | немає даних              | у строю          | |  |
|                                                    | H34           | «Almirante Graça Aranha»                          | немає даних              | у строю          | |  |
|                                                    | H35           | «Amorim do Valle»                                 | немає даних              | у строю          | |  |
|                                                    | H36           | «Taurus»                                          | немає даних              | у строю          | |  |
|                                                    | H37           | «Garnier Sampaio»                                 | немає даних              | у строю          | |  |
|                                                    | H38           | «Cruzeiro do Sul»                                 | немає даних              | у строю          | |  |
|                                                    | H39           | «Vital de Oliveira»                               | немає даних              | у строю          | |  |
|                                                    | H40           | «Antares»                                         | немає даних              | у строю          | |  |
|                                                    | H41           | «Almirante Maximiano»                             | немає даних              | у строю          | |  |
|                                                    | H44           | «Ary Rongel»                                      | немає даних              | у строю          | |  |
|                                                    | K11           | «Фелінтто Перрі» «Felinto Perry»                  | немає даних              | у строю          | колишній Diving Support Vessel «Holger Dane» колишній Diving Support Vessel «Wildrake»                       |  |
|                                                    | K120          | «Ґіллобел» «Guillobel»                            | немає даних              | у строю          | колишній Diving Support Vessel «Adams Challenge»                                                             |  |
|                                                    | U-15          | «Пара» «Pará»                                     | немає даних              | у строю          | |  |
| річкове шпитальне судно                            | U-16          | «Доутор Монтенегру» «Doutor Montenegro»           | з 12 травня 2000 року    | у строю          | |  |
| монітор                                            | U-17          | «Парнаіба» «Parnaíba»                             | немає даних              | у строю          | |  |
| Навчальні кораблі                                  |               |                                                   |                          |                  | |  |
| кліпер типу «Стад Амстердам»                       | U20           | «Сізне Бранко» «Cisne Branco»                     | немає даних              | у строю          | побудований у Нідерландах на корабельні Damen Group                                                          |  |
| фрегат типу «Нітерой»                              | U27           | «Бразил» «Brasil»                                 | немає даних              | у строю          | побудований у Бразилії за участю британських спеціалістів на корабельні Arsenal de Marinha do Rio de Janeiro |  |

### Військово-морська авіація
| Позначення формування або частини                | Озброєння та оснащення                                                                | Місце розташування |
| ------------------------------------------------ | ------------------------------------------------------------------------------------- | ------------------ |
| 1-а винищувально-штурмова авіаційна ескадрилья   | McDonnell-Douglas A-4KU Skyhawk II (AF-1) McDonnell-Douglas TA-4KU Skyhawk II (AF-1А) | Сан-Педру-да-Алдея |
| 1-а розвідувально-штурмова вертолітна ескадрилья | Westland Super Lynx Mk.21A (AH-11A)                                                   | Сан-Педру-да-Алдея |
| 1-а протичовнова вертолітна ескадрилья           | Agusta-Sikorsky ASH-3H Sea King (SH-3A) Sikorsky SH-3H Sea King (SH-3B)               | Сан-Педру-да-Алдея |
| 1-а вертолітна ескадрилья загального призначення | Helibrás HB 350 Esquilo (UH-12) Helibrás HB-355 Esquilo (UH-13)                       | Сан-Педру-да-Алдея |
| 2-а вертолітна ескадрилья загального призначення | Aérospatiale AS.332F1 Super Puma (UH-14) Eurocopter AS.532 MK1 Cougar (UH-14)         | Сан-Педру-да-Алдея |
| 3-я вертолітна ескадрилья загального призначення | Helibrás HB 350 Esquilo (UH-12)                                                       | Манаус             |
| 4-а вертолітна ескадрилья загального призначення | Bell 206B Jet Ranger III (IH-6B)                                                      | Ладаріу            |
| 5-а вертолітна ескадрилья загального призначення | Helibrás HB 350 Esquilo (UH-12) Helibrás HB-355 Esquilo (UH-13)                       | Ріу-Гранді         |
| 1-а навчальна вертолітна ескадрилья              | Bell 206 Jet Ranger III (IH-6B)                                                       | Сан-Педру-да-Алдея |

## Техніка та озброєння

### Військово-морська авіація[10][11]
| Тип                         | Оригінальна назва                                | Бразильське позначення        | Виробництво     | Призначення                          | Кількість | Примітки                                                                   |
| Літаки                      | Літаки                                           | Літаки                        | Літаки          | Літаки                               | Літаки    | Літаки                                                                     |
| --------------------------- | ------------------------------------------------ | ----------------------------- | --------------- | ------------------------------------ | --------- | -------------------------------------------------------------------------- |
| А-4 Скайхок ТА-4 Скайхок    | McDonnell Douglas A-4KU McDonnell Douglas TA-4KU | AF-1 Skyhawk AF-1A Skyhawk    | США             | палубний штурмовик навчально-бойовий | 20 3      | колишні літаки ПС Кувейту                                                  |
| Вертольоти                  |                                                  |                               |                 |                                      |           |                                                                            |
| Белл 206B                   | Bell Helicopter Textron 206B                     | IH-6B Bell Jet Ranger         | США             | багатоцільовий вертоліт              | 18        |                                                                            |
| AS.322F Супер Пума          | Eurocopter AS332F                                | UH-14 Super Puma              | Франція         | транспортний вертоліт                | 5         |                                                                            |
| AS.532 Кугар                | Eurocopter AS532                                 | UH-15 Super Cougar            | Франція         | транспортний вертоліт                | 2         |                                                                            |
| AS.355F2 Ек'юрель           | Eurocopter AS355F2                               | UH-13 Esquilo                 | Франція         | багатоцільовий вертоліт              | 8         |                                                                            |
| HB 350B Ескіло              | Helicopteros do Brasil SA HB 350B                | UH-12 Esquilo                 | Бразилія        | багатоцільовий вертоліт              | 17        | французький вертоліт Eurocopter AS355F2 за ліцензією вироблявся в Бразилії |
| SH-3A Сі Кінг SH-3B Сі Кінг | Sikorsky SH-3A Sikorsky SH-3B                    | SH-3A Sea King SH-3B Sea King | США             | протичовновий вертоліт               | 7         |                                                                            |
| Супер Лінкс Mk 21A          | Westland Lynx HAS Mk 21A                         | AH-11A Super Lynx             | Велика Британія | протичовновий вертоліт               | 13        |                                                                            |
|                             |                                                  | SH-16 Seahawk                 | США             | протичовновий вертоліт               |           |                                                                            |

### Корпус морських фузілерів
Корпус морських фузілерів (порт. Corpo de Fuzileiros Navais) виконує завдання з охорони військових об'єктів, призначене для морських десантів та участі в сухопутних операціях.
Корпус засновано у 1808 р. Самоназва — Фузілери (порт. Fuzileiros). На Корпус морської піхоти покладено завдання захищати інтереси Бразилії у різних куточках світу в двадцять першому столітті.
Брали участь у всіх війнах, які вела Бразилія протягом своєї історії, у низці миротворчих місій під егідою ООН.
| Тип              | Виробництво  | Призначення      | Кількість    | Примітки     |              |
| Бронетехніка     | Бронетехніка | Бронетехніка     | Бронетехніка | Бронетехніка | Бронетехніка |
| ---------------- | ------------ | ---------------- | ------------ | ------------ | ------------ |
| SK-105 Kürassier | Австрія      | легкий танк      | немає даних  |              |              |
| AAV-7A1          | США          | бронетранспортер | немає даних  |              |              |
|                  |              |                  |              |              |              |
| Всюдиходи        |              |                  |              |              |              |
|                  |              |                  |              |              |              |
| Артилерія        |              |                  |              |              |              |
|                  |              |                  |              |              |              |
|                  |              |                  |              |              |              |
|                  |              |                  |              |              |              |

## Прапори

Військово-морський прапор
Гюйс

## Знаки розрізнення

### Офіцери
| Категорії               | Офіцери   | Офіцери               | Офіцери        | Офіцери          | Офіцери                 | Офіцери            | Офіцери            | Офіцери           | Офіцери           | Офіцери            | Офіцери        |
| ----------------------- | --------- | --------------------- | -------------- | ---------------- | ----------------------- | ------------------ | ------------------ | ----------------- | ----------------- | ------------------ | -------------- |
| Погон                   |           |                       |                |                  |                         |                    |                    |                   |                   |                    |                |
| Нарукавний знак         |           |                       |                |                  |                         |                    |                    |                   |                   |                    |                |
| Бразильське звання      | Almirante | Almirante de Esquadra | Vice-Almirante | Contra-Almirante | Capitão de Mar e Guerra | Capitão de Fragata | Capitão de Corveta | Capitão-Tenente   | Primeiro-Tenente  | Segundo-Tenente    | Guarda-Marinha |
| Український відповідник | немає     | Адмірал               | Віцеадмірал    | Контрадмірал     | Капітан I рангу         | Капітан II рангу   | Капітан III рангу  | Капітан-лейтенант | Старший лейтенант | Молодший лейтенант |                |

### Підофіцери і матроси
| Категорії               | Підофіцери                    | Підофіцери        | Підофіцери        | Підофіцери         | Матроси        | Матроси    |
| ----------------------- | ----------------------------- | ----------------- | ----------------- | ------------------ | -------------- | ---------- |
| Погон                   |                               | немає             | немає             | немає              | немає          | немає      |
| Нарукавний знак         |                               |                   |                   |                    |                |            |
| Бразильське звання      | Suboficial                    | Primeiro-Sargento | Segundo-Sargento  | Terceiro-Sargento  | Cabo           | Marinheiro |
| Український відповідник | Головний корабельний старшина | Головний старшина | Старшина I статті | Старшина II статті | Старший матрос | Матрос     |